# Daisy Johnson
Daisy Johnson, também conhecida como Skye ou Tremor, é uma personagem fictícia que aparece nas histórias em quadrinhos publicadas pela Marvel Comics. Criada pelo escritor Brian Michael Bendis e pelo artista Gabriele Dell'Otto, a personagem apareceu pela primeira vez em Guerra Secreta #2 (julho de 2004). Filha do super-vilão Mister Hyde, ela é uma agente especial da organização de inteligência S.H.I.E.L.D. que possui a capacidade de manipular as vibrações da matéria.
Na série de televisão Agents of S.H.I.E.L.D., Chloe Bennet interpreta a versão do Universo Cinematográfico Marvel da personagem, onde ela é reimaginada como uma Inumana originalmente conhecida como Skye. Aspectos dessa interpretação foram posteriormente integrados aos quadrinhos.

## Publicação
Daisy Johnson foi criada pelo escritor Brian Michael Bendis e pelo desenhista Gabrielle Dell'Otto, e sua primeira aparição foi em Guerra Secreta #1 (Julho de 2004), publicada no Brasil pela Panini Comics em outubro de 2005, como membro da agência internacional de espionagem S.H.I.E.L.D.. Durante o arco de historia "Invasão Secreta", de 2008, ela se junta aos Guerreiros Secretos de Nick Fury sob o codnome Tremor.
Sua aparência foi inspirada no visual da atriz Angelina Jolie, no filme Hackers.

## Biografia ficcional da personagem
Daisy Johnson é uma Inumana com habilidades sísmicas, é a filha ilegítima de Calvin Zabo, o supervilão conhecido como Mister Hyde. Ela possui um certificado de segurança "Nível 10", o único agente conhecido além de Fury, Viúva Negra (Natasha Romanoff) e Phillip Coulson (Este apenas na Série Agents of S.H.I.E.L.D.).
Durante os acontecimentos da Invasão Secreta, Daisy é convocada por Nick Fury para recrutar descendentes de vilões e heróis para formar os Guerreiros Secretos e ajudá-los contra a ameaça dos Skrulls.
Recentemente os quadrinhos seguiram os mesmos passos da personagem na série televisiva Agents of S.H.I.E.L.D., onde descobre ser inumana, também sendo chamada pelo nome Skye.

## Poderes e habilidades
- Metabolismo Inumano: Daisy possui certas habilidades físicas superiores às dos melhores atletas humanos. Seu metabolismo Inumano lhe deu um tempo de reação, força, resistência e velocidade ligeiramente superiores a de espécimes físicos mais aprimorados da raça humana.
- Manipulação de Vibrações: Daisy é capaz de controlar as vibrações presentes na matéria, com isso, ela consegue gerar ondas sísmicas que podem produzir efeitos semelhantes aos de terremotos. Seu treinamento com Fury lhe permitiu utilizar seu poder com mais precisão, fazendo com que objetos direcionados vibrem separadamente de dentro para fora. Isso é demonstrado quando ela foi capaz de impedir a detonação de uma bomba de antimatéria implantada no corpo de Lucia von Bardas, destruindo sua fonte de alimentação, e explodindo o coração de Wolverine, enquanto em seu peito, para deter um ataque furioso à Fury. Daisy recentemente foi capaz de usar seus poderes sem a ajuda de suas manoplas, com a mesma capacidade de controle que tem quando as usa.
- Imunidade a Vibrações: Daisy é imune a quaisquer efeitos nocivos das vibrações que cria.
- Blindagem Psíquica: ela também possui uma forma de blindagem psíquica.

### Habilidades
A inteligência de Nick Fury a classificou como agente de nível 7.
- Mestre Espiã: Daisy já foi considerada uma das principais agentes de espionagem da S.H.I.E.L.D., adepta de várias atribuições secretas.
- Mestre em Combate Corpo-a-Corpo: Daisy é uma excelente combatente corpo-a-corpo, treinada pela agente Melinda May, Grant Ward e Nick Fury nos quadrinhos.
- Ótima Atiradora: Daisy também foi treinada por Fury no uso de armas. Bucky Barnes já confiou em suas habilidades como uma franco-atiradora durante uma parceria em uma missão.

## Outras versões

### Era de Ultron
Durante a Era de Ultron, Daisy Johnson é uma das super-heróinas da resistência contra Ultron.

### Ultimate Marvel
Tremor aparece ao lado de Tigresa, Magnum e Visão na linha Ultimate.

## Em outras mídias

### Televisão
- Daisy Johnson aparece na série animada The Avengers: Earth's Mightiest Heroes, dublada por Lacey Chabert. A personagem aparece pela primeira vez como parte de uma equipe secreta de heróis organizados por Nick Fury para reunir informações sobre a invasão Skrull.[4] Ela aparece depois no final da série como um dos heróis recrutados pelos Vingadores para lutar contra Galactus e seus arautos.[5]

#### Universo Marvel Cinematográfico
- A atriz Chloe Bennet interpreta a personagem na série de TV Agents of S.H.I.E.L.D. situada no Universo Cinematográfico da Marvel. Na série ela inicialmente é conhecida como "Skye" por desconhecer seu verdadeiro nome.[6] Mais tarde, Skye descobre sua linhagem Inumana em seu DNA, herdada por sua mãe Jiaying e que seu verdadeiro nome é Daisy Johnson. Suas habilidades despertam após passar pela Terrigênese em um templo Kree, causada por uma névoa gerada pelos cristais envolvido em um artefato Kree chamado Obelisco, onde somente os que possuem o DNA Kree poderiam entrar em contato.
- A partir da 3ª temporada Skye passa a ser chamada apenas de Daisy ou Quake, ela e Coulson começam a juntar pessoas com habilidades especiais para formar uma nova equipe chamada Guerreiros Secretos.
- Bennet reprisa seu papel em uma web série digital de seis episódios intitulada Agents of S.H.I.E.L.D.: Slingshot, que serve como um prólogo da quarta temporada de Agents of S.H.I.E.L.D.[7]
- Na 4ª temporada, Daisy se torna uma fugitiva da S.H.I.E.L.D., reconhecida pelo país como a heroína Quake.
- Na quinta temporada, Daisy Johnson vai para o futuro junto com algum dos outros agentes.
- A sétima temporada que também será a última, Daisy irá para o passado para salvar a Hydra, para conseguir com isso salvar a S.H.I.E.L.D.

### Videogames
- É uma personagem jogável nos jogos Marvel: Avengers Alliance, Marvel Contest of Champions e [Marvel Strike Force].

- Aparece como uma agente da S.H.I.E.L.D. no jogo lançado em 2015 Marvel: Future Fight.
- Também aparece no jogo Marvel: Puzzle Quest.
- Durante uma DLC do jogo Lego Marvel's Avengers, Daisy é acrescentada como personagem jogável no jogo.